# 陪審團的審判

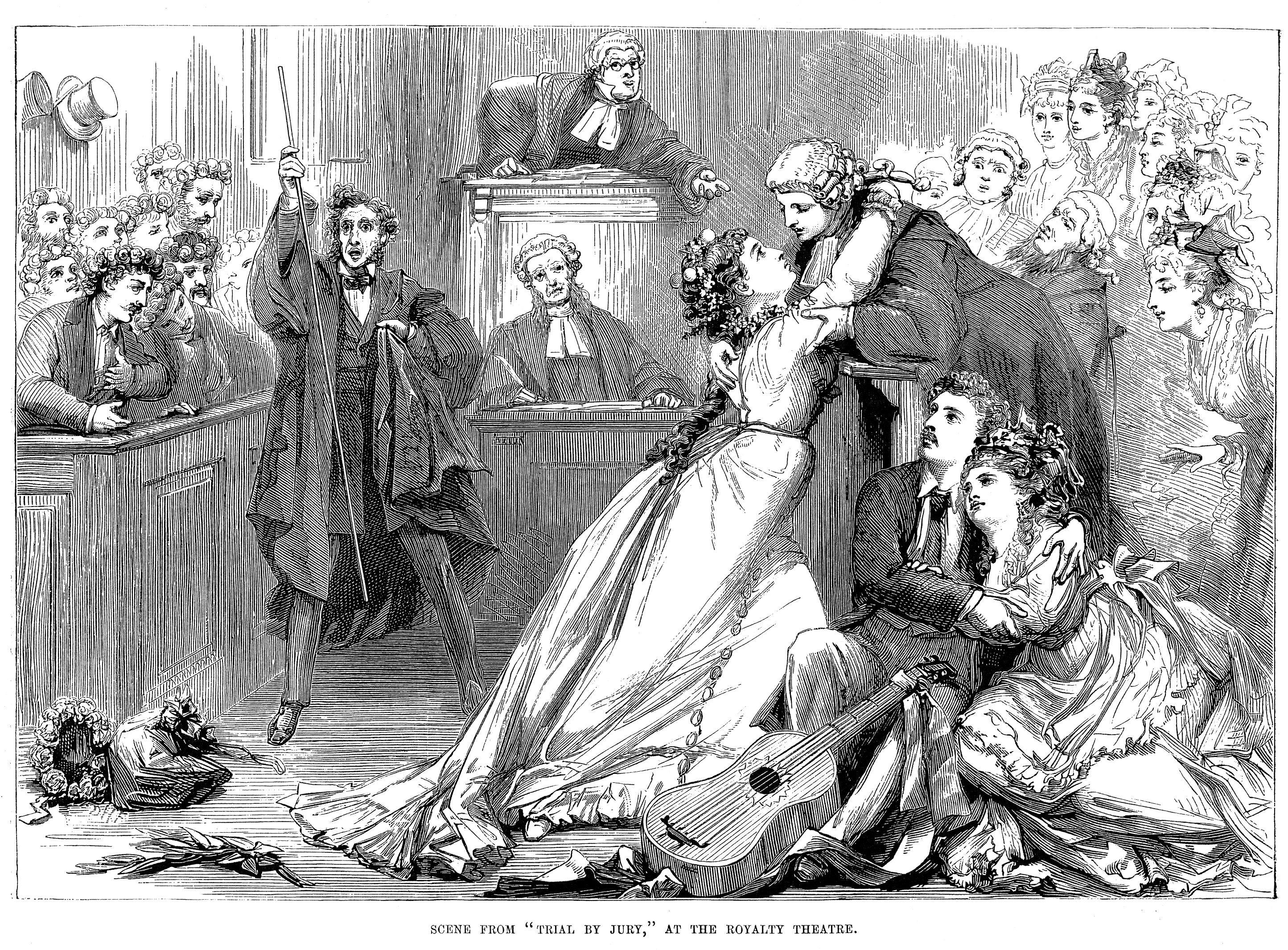
《陪审团的审判》场景，出自1875年杂志

《陪審團的審判》（英語：Trial by Jury）是威廉·S·吉爾伯特（William Schwenck Gilbert）1875年的喜劇作品。